# Пољопривредне биотехнологије
|  | Овај чланак је део дисеминационих активности уз подршку Фонда за науку Републике Србије, Програм ДИЈАСПОРА, #6464843, MeMEAS у сарадњи са Хемијским факултету Универзитета у Београду. Садржина ових текстова не изражава ставове Фонда за науку Републике Србије. Датум уноса: октобар—децембар 2023. Википедијанци: Ова група ученика ће писати чланке на подстраницама, где ће остати до краја периода уноса и оцењивања. Позовамо вас да помогнете ученицима и дате им смернице током израде. |

Пољопривредне биотехнологије су област пољопривредних наука које користе рекомбинантне ДНК технологије, као што су генетски инжињеринг и друге, које се користе за модификовање организама и побољшање њихових особина које нису биле могуће само традиционалним укрштањем сродних врста. 

## Потребе и разлози за пољопривредним биотехнологијама
Интензивирање пољопривреде у многим крајевима свету у протеклих пет деценија, подржано одговарајућим истраживањима, институцијама и политиком, довела је до повећања глобалне производње прехрамбених житарица са приближно 850 милиона тона у 1960. на 2350 милиона тона у 2007. години.  Предвиђено је да се производња хране мора повећати за око 70% до 2050. године како би се задовољила потражња узрокована растућом популацијом. Иако је глобална производња хране ишла у корак са становништвом, због убрзаног раста популације у протеклих 40 година, већина оних који живе у земљама у развоју остају потхрањени.
Глобалне климатске промене стварају ризик од глади и потхрањености за милионе људи, посебно у јужној Азији, подсахарској Африци и малим острвима , а такође додатно погоршавају тренутне трендове деградације земљишта, посебно у семи-аридним тропским регионима. Док се предвиђа пораст глобалних температура за 2,5–4,3 °C до краја века, евидентно да је пољопривреда тренутно погођена повећање варијабилности климе, посебно температуре. На пример, процењено је да су због пораста глобалне температуре између 1981. и 2002. смањени приноси главних житарица за 5 милијарди долара годишње.
Хитна потреба за новим биотехнологијама се повећава и главни узрочници су:
- Повећање светске популације и потреба за већом количином хране
- Неповољне климатске промене праћене штетним биотичким и абиотичким опасностима по усеве и екосистеме
- Потреба за новим биоматеријалима, лековима и биогоривима

## Методе модификације
Генетички инжењеринг представља измену гена рекомбинацијом ДНК различитог порекла чиме се побољшавају особине те врсте као што су отпорност на инсекте, стрес и многе болести. Неке од метода генетског инжињеринга су:
- Оплемењивање биљака и интерспецијски пренос гена спроводи се селекцијом биљака са атрибутима од интереса и манипулацијом унакрсним ђубрењем. Побољшано сорта са жељеним карактеристикама настаје када се култивисана сорта поново укрсти са дивљом сортом.
- Фузија ћелија/фузија протопласта су методе за припрему великог броја појединачних ћелија без њиховог ћелијског зида. Фузија се може индуковати између тих протопластима одређеним хемикалијама и липозомима.
- Пренос гена директном манипулацијом ДНК се односи на методе које се користе за пренос ДНК директно из једног организма у други организам заснивају се на хемијским принципима генетичког наслеђивања. Технике преноса несексуалне ДНК омогућавају манипулације које су ван могућности техника оплемењивања и фузије ћелија. Гени се могу добити из биљних, животињских, бактеријских и вирусних извора и убризгати у усеве. Специфичност ткива, тајминг и ниво гена експресија је под контролом и може се модификовати модификацијом гена у новом домаћину. Ове методе обезбеђују извор различитости и омогућавају контролу експресије гена.

Микроинјекција техника микроинјектирања је директан физички приступ, за увођење супстанци под микроскопском контролом у дефинисане ћелије без њиховог оштећења. Помоћу микропипета, ДНК раствор се уноси у биљне протопласте. Микроинјекција се може користити са врстама усева од којих се може добити цела биљка из трансформисане ћелије.
РНК интерференција је утишавање гена специфичног за секвенцу на нивоу након транскрипције.